# 蚕女

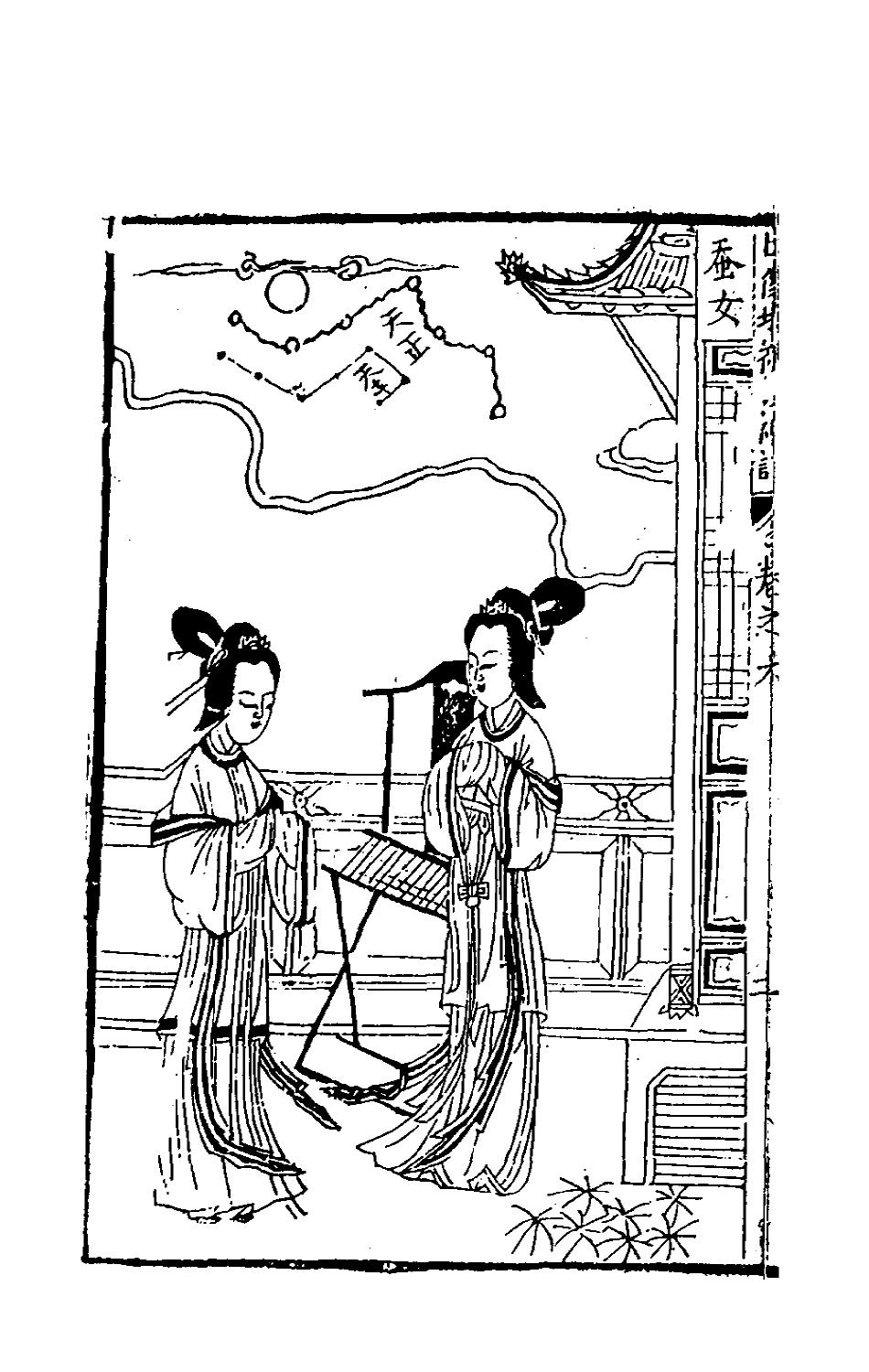
蚕女

蠶女，又名蠶神、蠶馬神，是一位與蠶相關的女神，常以騎白馬的形象出現，廣泛存在於中國南方的傳說中。

## 概要
蠶女的傳說在《太古蠶馬記》、《搜神記》、《蜀圖經》、《神女記》、《太平廣記》等書中都所記載，細節方面雖有所不同，內容卻大抵一致。

### 故事
據東晉干寶的《搜神記》中所述：帝嚳高辛氏時，蜀中某女之父遠征，女兒因為思念父親，就對家中一匹白色牡馬兒戲言：如果你能把父親帶回來，我就嫁給你！白馬聞言仰天長嘯，掙脫韁繩疾弛而去。幾天後，白馬果然載著其父返回家中。從此白馬受到一家人厚待。
可是白馬自此整日不思飲食，卻每每看到女兒走近馬厩，就嘶鳴不止，興奮異常。女兒見狀只好將之前的戲言告訴父親。其父心中為女著急，取箭將馬射殺，並把馬皮剝下晾在院子裡。某日，女兒與鄰居在院子裡玩耍，女兒踢著白馬皮嘆道：「你是牲畜，卻想娶人當老婆。現在落到這種地步，這又何苦？」這時馬皮突然飛起將姑娘捲走，不知去向……數日後，家人在一棵樹上找到了姑娘，但見那馬皮還緊緊包裹著她，頭卻已經變成馬頭的模樣，正伏在樹枝上扯吐蠶絲。父母聞訊後十分傷心，從此鄉親們便將此蟲叫作「蠶」，此樹叫作「桑」。
某日，父母忽見蠶女身旁有侍衛數十人，乘流雲駕駿馬天而降，對父母說：「天帝因為孝能致身，心不忘義，封我為女仙，位在九宮仙嬪之列，在天界過得很自在，請二老不用思念女兒。」言畢乘雲而去。後世人們為感激小姑娘為人們帶來了絲綢錦衣，把她尊為蠶神，無論是在蜀中還是在江浙一帶，1949年國共內戰前都可見到塑有馬頭娘塑像的蠶神廟：一個騎在白馬身上的美麗的小姑娘。

## 相關
- 御白樣
- 中國妖怪列表

## 外部連結
- 中國文化網：蚕女的故事